# Poblat ibèric del Turó de Can Santpere
El poblat ibèric del Turó de Can Santpere, dit també poblat ibèric del Turó Gros o Turó Blau, es troba al Parc de la Serralada Litoral, el qual està situat al NE de la masia de Can Santpere, al capdamunt del turó homònim, declarat bé cultural d'interès local.

## Descripció
Conté restes d'un poblat ibèric: entre d'altres, una muralla de 90 cm de gruix i uns 300 metres de llargada, la qual corre de NE a SE pel vessant que dona a la Roca del Vallès, carenejant la part més alta d'aquest allargassat turó. També hi ha restes de parets d'habitatges al costat sud-est fins al camp de conreu inferior (el pla de la Dragona), dues possibles torres (una a cada extrem de la muralla) i restes d'un parell d'estances adossades a la muralla. Tota la zona és molt densa de vegetació i és difícil transitar-hi.

## Accés
És situat a la Roca del Vallès: al Turó Gros o de Can Santpere, al SE de la Roca del Vallès. Cal acostar-se al turó pel camí que surt de darrere de Can Planes i que el circumval·la, i després pujar camp a través a cercar la carena fins a trobar la muralla. Coordenades: x=444714 y=4603648 z=282.